# Famille Schwob
Pour les articles homonymes, voir Schwob.
 (novembre 2024).
La famille Schwob est une famille d'intellectuels français des XIXe – XXe siècle, surtout connue par la personnalité de Marcel Schwob, mais qui a aussi joué un rôle important dans la vie politique et culturelle de Nantes en dirigeant le journal Le Phare de la Loire (1852-1944) de 1876 à 1928. 
Une branche plus ou moins éloignée, la famille Schwob d'Héricourt, est présente dans l'industrie textile à Héricourt (Haute-Saône). 

## Personnalités

### George Schwob (1822-1892)
George Schwob est directeur du Phare de la Loire de 1876 à 1892.

### Maurice Schwob (1859-1928)
Maurice Schwob, fils aîné de George, est directeur du Phare de la Loire de 1892 à 1926 

### Marcel Schwob (1867-1905)
Marcel Schwob, fils cadet de George, est écrivain.

#### Marcel Schwob etLe Phare de la Loire
Il a apporté de larges contributions au journal familial : notamment les Lettres parisiennes, billets d'actualité, à partir de décembre 1891, des nouvelles (L'Insensible, Les Trois Hiboux). Sa plus ancienne date de 1878 : un petit compte-rendu sur Un capitaine de quinze ans.

### Lucy Schwob/Claude Cahun (1894-1954)
Lucy Schwob, née à Nantes, plus connue sous le nom de Claude Cahun, photographe et écrivain, est la fille de Maurice Schwob. Elle aussi a contribué au Phare.

## Famille Schwob d'Héricourt

### Georges Schwob d'Héricourt (1864-1942)
Georges Schwob d'Héricourt, né à Lure (Haute-Saône), est le fils d'Eugène Schwob d'Héricourt (1830-1912), le cousin germain de James Schwob d'Héricourt et de Jacques Schwob d'Héricourt et le père de Jean Schwob d'Héricourt. 

### Annabel Buffet (1928-2005)
Annabel Buffet, née Schwob, est la fille de Guy-Charles Schwob, issu de cette famille. 

## Autres
- Maurice (Moïse) Schwob (1838-1914), issu d'une famille allemande pauvre, naît en Alsace à Wittenheim (Haut-Rhin), puis s'installe à Paris. Il est le fondateur d'une entreprise textile, Aux 100 000 chemises qui a une usine à Châteauroux.
- Aimé Schwob (1869-1926), médecin genevois

### État civil
État civilArchives municipales de Nantes.
- Acte de naissance de Georges Paul Victor Schwob : Nantes, 1888, 5° canton, 17 avril, vue 36 (né la veille)
- Acte de naissance de Lucy Renée Mathilde Schwob (Claude Cahun) : Nantes, 1894, 5° canton, 26 octobre, vue 39 (née la veille) (témoins : Léon Brunschvicq, avocat, Donatien D'Avigneau, avoué)